# Château de Baclair
Le château de Baclair est une demeure de la fin du XVIe et du début du XVIIe siècle qui se dresse sur le territoire de la commune française de Nointot, dans le département de la Seine-Maritime, en région Normandie. L'édifice, propriété privée non ouverte à la visite, est inscrit au titre des monuments historiques.

## Localisation
Le château est situé sur la commune de Nointot, dans le département français de la Seine-Maritime.

## Historique
Le château a été bâti entre 1560 et 1625 par la famille de Monchy. Le château commencé en 1560 par Charles de Monchy et son épouse Charlotte de Beauclair sera achevé en 1625 par leur fils, gouverneur de Péronne et maréchal de France. La demeure passe par alliance au marquis de Saint-Julien et en 1740 il est la possession de la famille de Montault.
En 1998, une école professionnelle est installée dans des locaux modernes bâtis dans le voisinage immédiat du château.

## Description
Le château est un exemple de l'architecture cauchoise de l'époque Henri IV-Louis XIII. La façade du corps de logis principal témoigne des remaniements apportés au début du XIXe siècle par le marquis de Montault.

## Protection
Le château et le colombier sont inscrits au titre des monuments historiques par arrêté du 15 novembre 1934.